# La Revue Comique
Die Satirezeitschrift La Revue Comique erhielt ihren Namen in Anlehnung an die zwischen 1848 und 1849 erschienene La Revue Comique. Die Inhalte der Zeitschrift richteten sich meist gegen die Pariser Kommune. Die Illustrationen stammten von Bertall, Cham, Alfred Grévin, Paul Hadol und Eugène Ladreyt.